# Twentieth Anniversary Macintosh
Apple Computer stworzyło komputer Twentieth Anniversary Macintosh (zwykle nazywany TAM) w maju 1997, by uczcić 20. rocznicę firmy Apple Computer (nie komputera Macintosh).